# Reichstagswahlkreis Oberbayern 7

Die Wahlkreisaufteilung des Deutschen Reichs.

Der Reichstagswahlkreis Oberbayern 7 (Wahlkreis 243; Wahlkreis Rosenheim) war der Reichstagswahlkreis für die Reichstagswahlen im Deutschen Reich und im Norddeutschen Bund von 1867 bis 1918.

## Wahlkreiszuschnitt
Der Wahlkreis umfasste die Stadt Rosenheim und die Bezirksämter Aibling, Ebersberg, Miesbach. Tölz, das Bezirksamt Rosenheim ohne die Gemeinden Breitbrunn, Chiemsee, Eggstätt und Gstadt sowie vom Bezirksamt München die Gemeinde Peiß und die Ortschaft Faistenhaar und vom Bezirksamt Erding die Gemeinden Finsing, Niederneuching und Oberneuching. Der Wahlkreis war eine Parteihochburg des Zentrums. Er wurde immer im ersten Wahlgang mit deutlichen Mehrheiten entschieden.
| Jahr | Einwohner |
| ---- | --------- |
| 1890 | 131.287   |
| 1895 | 136.442   |
| 1900 | 149.063   |
| 1905 | 159.342   |
| 1910 | 169.623   |

|      | Landwirtschaft | Industrie und Gewerbe | Handel und Dienstleistungen |
| ---- | -------------- | --------------------- | --------------------------- |
| 1895 | 60,4           | 26,5                  | 13,1                        |
| 1907 | 55,6           | 28,5                  | 15,9                        |

|      | Evangelisch | Katholisch |
| ---- | ----------- | ---------- |
| 1890 | 1,7         | 98,2       |
| 1905 | 2,1         | 97,8       |
| 1910 | 2,2         | 97,6       |

## Abgeordnete
| Wahl                             | Abgeordneter            | Partei                     | Bild |
| -------------------------------- | ----------------------- | -------------------------- | ---- |
| Zollparlamentswahl 1868 bis 1871 | Max von Neumayr         | Bayerische Patriotenpartei |      |
| Reichstagswahl 1871 bis 1874     | Franz Xaver Obermayr    | Deutsche Zentrumspartei    | 0    |
| Reichstagswahl 1874 bis 1877     | Franz Seraphim Köllerer | Deutsche Zentrumspartei    | 0    |
| Reichstagswahl 1877 bis 1877     | Georg Ratzinger         | Deutsche Zentrumspartei    |      |
| Reichstagswahl 1878 bis 1884     | Gregor Fichtner         | Deutsche Zentrumspartei    | 0    |
| Reichstagswahl 1884 bis 1893     | Wolfgang Wagner         | Deutsche Zentrumspartei    | 0    |
| Reichstagswahl 1893 bis 1903     | Joseph Steininger       | Deutsche Zentrumspartei    | 0    |
| Reichstagswahl 1903 bis 1918     | Balthasar Ranner        | Deutsche Zentrumspartei    |      |

## Wahlen

### Zollparlament
Es fand nur ein Wahlgang statt. Die Zahl der gültigen Stimmen betrug 11963.
| Kandidat        | Partei | Stimmen | in % | Anmerkungen |
| --------------- | ------ | ------- | ---- | ----------- |
| Max von Neumayr | BPP    | 7843    | 0    | 0           |

### Reichstagswahl 1871
Es fand ein Wahlgang statt. 23.493 Männer waren wahlberechtigt. Die Zahl der abgegebenen Stimmen betrug 14.894, 19 Stimmen waren ungültig. Die Wahlbeteiligung betrug 63,3 %.
| Kandidat             | Partei   | Stimmen | in % | Anmerkungen |
| -------------------- | -------- | ------- | ---- | ----------- |
| Franz Xaver Obermayr | Zentrum  | 7647    | 0    | 0           |
| Pachmeyer            | NLP      | 7183    | 0    | 0           |
| 0                    | Sonstige | 19      | 0    | 0           |

### Reichstagswahl 1874
Es fand ein Wahlgang statt. 27.404 Männer waren wahlberechtigt. Die Zahl der abgegebenen Stimmen betrug 20.002, 30 Stimmen waren ungültig. Die Wahlbeteiligung betrug 73,1 %.
| Kandidat                | Partei   | Stimmen | in % | Anmerkungen             |
| ----------------------- | -------- | ------- | ---- | ----------------------- |
| Franz Seraphim Köllerer | Zentrum  | 15.659  | 0    | 0                       |
| Bermüller               | NLP      | 4319    | 0    | Brauer und Gutsbesitzer |
| 0                       | Sonstige | 24      | 0    | 0                       |

### Reichstagswahl 1877
Es fand ein Wahlgang statt. 29.127 Männer waren wahlberechtigt. Die Zahl der abgegebenen Stimmen betrug 19.187, 33 Stimmen waren ungültig. Die Wahlbeteiligung betrug 66 %.
| Kandidat        | Partei   | Stimmen | in % | Anmerkungen             |
| --------------- | -------- | ------- | ---- | ----------------------- |
| Georg Ratzinger | Zentrum  | 14.036  | 0    | 0                       |
| Bermüller       | NLP      | 4923    | 0    | Brauer und Gutsbesitzer |
|                 | S        | 208     | 0    | 0                       |
| 0               | Sonstige | 20      | 0    | 0                       |

### Reichstagswahl 1878
Es fand ein Wahlgang statt. 29.678 Männer waren wahlberechtigt. Die Zahl der abgegebenen Stimmen betrug 18.176, 18 Stimmen waren ungültig. Die Wahlbeteiligung betrug 61,3 %.
| Kandidat        | Partei   | Stimmen | in % | Anmerkungen             |
| --------------- | -------- | ------- | ---- | ----------------------- |
| Gregor Fichtner | Zentrum  | 13.383  | 0    | 0                       |
| Bermüller       | NLP      | 4639    | 0    | Brauer und Gutsbesitzer |
| Dr. Hacker      | S        | 136     | 0    | 0                       |
| 0               | Sonstige | 18      | 0    | 0                       |

### Reichstagswahl 1881
Es fand ein Wahlgang statt. 28.335 Männer waren wahlberechtigt. Die Zahl der abgegebenen Stimmen betrug 11.182, 20 Stimmen waren ungültig. Die Wahlbeteiligung betrug 39,5 %.
| Kandidat        | Partei   | Stimmen | in % | Anmerkungen |
| --------------- | -------- | ------- | ---- | ----------- |
| Gregor Fichtner | Zentrum  | 9672    | 0    | 0           |
| Hagn            | NLP      | 4639    | 0    | Fabrikant   |
| Wild            | Zentrum  | 69      | 0    | Brenner     |
| August Bebel    | S        | 27      | 0    | 0           |
| 0               | Sonstige | 19      | 0    | 0           |

### Reichstagswahl 1890
Für die Reichstagswahl 1890 benannte der „Liberale Bürgerverein Rosenheim“ den Bürgermeister Wild als Kandidaten. Es fand ein Wahlgang statt. Die Zahl der Wahlberechtigten betrug 29.203, die Zahl der Wähler 14.874. Die Wahlbeteiligung betrug 50,9 %. 31 Stimmen waren ungültig.
| Kandidat          | Partei   | Stimmen | in %   | Anmerkungen                |
| ----------------- | -------- | ------- | ------ | -------------------------- |
| Frz. Han. Wild    | NLP      | 1790    | 12,1 % | Bürgermeister in Aibling   |
| Johannes Niggl    | NLP      | 1067    | 7,2 %  | Bürgermeister in Tegernsee |
| Georg von Vollmar | SPD      | 1425    | 9,6 %  | 0                          |
| Wolfgang Wagner   | Zentrum  | 10.544  | 71,1 % | 0                          |
| 0                 | Sonstige | 0,1 %   | 0      |                            |

### Reichstagswahl 1893
Für die Reichstagswahl 1893 sind keine Wahlkreisabkommen bekannt. Es fand ein Wahlgang statt. Die Zahl der Wahlberechtigten betrug 30.417, die Zahl der Wähler 17.090. Die Wahlbeteiligung betrug 56,2 %. 54 Stimmen waren ungültig.
| Kandidat            | Partei   | Stimmen | in %   | Anmerkungen              |
| ------------------- | -------- | ------- | ------ | ------------------------ |
| Schnitzelbaumer     | BB       | 597     | 3,5 %  | Ökonom in Estendorf      |
| Frz. Han. Wild      | NLP      | 1320    | 7,7 %  | Bürgermeister in Aibling |
| Johann Baptist Sigl | Pt       | 283     | 1,7 %  | 0                        |
| Georg von Vollmar   | SPD      | 3225    | 18,9 % | 0                        |
| Joseph Steininger   | Zentrum  | 11.545  | 67,8 % | 0                        |
| 0                   | Sonstige | 0,4 %   | 0      |                          |

### Reichstagswahl 1898
Für die Reichstagswahl 1898 einigten sich SPD und Bayerischer Bauernbund auf ein Wahlkreisabkommen. Danach unterstützte der Bauernbund den SPD-Kandidaten im Wahlkreis Oberbayern 7 und die SPD den Bauernbund-Kandidaten im Wahlkreis Oberbayern 8 in der Stichwahl. Da es keine Stichwahl gab, war die Vereinbarung letztlich ohne Wirkung. Es fand ein Wahlgang statt. Die Zahl der Wahlberechtigten betrug 31.890, die Zahl der Wähler 19.412. Die Wahlbeteiligung betrug 60,9 %. 76 Stimmen waren ungültig.
| Kandidat              | Partei   | Stimmen | in %   | Anmerkungen              |
| --------------------- | -------- | ------- | ------ | ------------------------ |
| Georg Eisenberger     | BB       | 5231    | 27,1 % | 0                        |
| Ferdinand Schweissgut | DVP      | 203     | 1,0 %  | Badbesitzer in Rosenheim |
| Otto von Steinbeis    | NLP      | 701     | 3,6 %  | 0                        |
| Georg von Vollmar     | SPD      | 2854    | 14,8 % | 0                        |
| Joseph Steininger     | Zentrum  | 10.299  | 53,3 % | 0                        |
| 0                     | Sonstige | 0,2 %   | 0      |                          |

### Reichstagswahl 1903
Für die Reichstagswahl 1903 sind keine Wahlkreisabkommen bekannt. Es fand ein Wahlgang statt. Die Zahl der Wahlberechtigten betrug 34.534, die Zahl der Wähler 22.853. Die Wahlbeteiligung betrug 66,2 %. 99 Stimmen waren ungültig.
| Kandidat          | Partei   | Stimmen | in %   | Anmerkungen              |
| ----------------- | -------- | ------- | ------ | ------------------------ |
| Georg Eisenberger | BB       | 3824    | 16,8 % | 0                        |
| Wenng             | CS       | 186     | 0,8 %  | 0                        |
| Wacker            | NLP      | 1561    | 6,9 %  | Dr. med. Arzt in München |
| Georg von Vollmar | SPD      | 4370    | 19,2 % | 0                        |
| Balthasar Ranner  | Zentrum  | 12.743  | 56,0 % | 0                        |
| 0                 | Sonstige | 0,1 %   | 0      |                          |

### Reichstagswahl 1907
Für die Reichstagswahl 1907 einigte sich der „Wahlkreisausschuss“ der liberalen Parteien NLP, FVP und DVP auf den NLP-Kandidaten. Es fand ein Wahlgang statt. Die Zahl der Wahlberechtigten betrug 36.825, die Zahl der Wähler 26.100. Die Wahlbeteiligung betrug 70,9 %. 100 Stimmen waren ungültig.
| Kandidat          | Partei   | Stimmen | in %   | Anmerkungen                            |
| ----------------- | -------- | ------- | ------ | -------------------------------------- |
| Georg Eisenberger | BB       | 3019    | 11,6 % | 0                                      |
| Karl Fohr         | NLP      | 2529    | 9,7 %  | Gutsbesitzer und Landrat in Wallenburg |
| Georg von Vollmar | SPD      | 5443    | 20,9 % | 0                                      |
| Balthasar Ranner  | Zentrum  | 14.995  | 57,7 % | 0                                      |
| 0                 | Sonstige | 0,1 %   | 0      |                                        |

### Reichstagswahl 1912
Für die Reichstagswahl 1912 einigte sich NLP und die Fortschrittliche Volkspartei auf den Anwalt Borger. Es fand ein Wahlgang statt. Die Zahl der Wahlberechtigten betrug 38.906, die Zahl der Wähler 27.903. Die Wahlbeteiligung betrug 71,7 %. 84 Stimmen waren ungültig.
| Kandidat         | Partei   | Stimmen | in %   | Anmerkungen               |
| ---------------- | -------- | ------- | ------ | ------------------------- |
| Anton Gollwitzer | BB       | 2786    | 10,0 % | Bäckermeister in Miesbach |
| Karl Börger      | NLP      | 2335    | 8,4 %  | Rechtsanwalt aus Miesbach |
| Erhard Auer      | SPD      | 6830    | 24,6 % | 0                         |
| Balthasar Ranner | Zentrum  | 15.808  | 56,8 % | 0                         |
| 0                | Sonstige | 0,2 %   | 0      |                           |